# Renneville (Ardenas)
 Renneville  es una población y comuna francesa, en la región de Champaña-Ardenas, departamento de Ardenas, en el distrito de Rethel y cantón de Chaumont-Porcien.
Está integrada en la Communauté de communes des Crêtes Préardennaises.

## Demografía
| 308 | 325 | 294 | 248 | 206 | 235 |
| Para los censos de 1962 a 1999 la población legal corresponde a la población sin duplicidades (Fuente: INSEE [Consultar]) |     |     |     |     |     |